# Gumersindo
Gumersindo es un nombre propio masculino de origen gótico en su variante en español.

## Personajes célebres
- Gumersindo Torres
- Gumersindo de Estella
- Gumersindo Sayago
- Gumersindo de Azcárate
- Gumersindo de Azcárate Gómez
- Gumersindo Vicuña
- Gumersindo Robayna
- Gumersindo Laverde
- Gumersindo Lafuente
- Gumersindo Rodríguez
- Gumersindo Ayala Aquino
- Gumersindo Díaz
- Gumersindo España Olivares
- Gumersindo Pacheco

- Datos: Q19124044
- Multimedia: Gumersindo (given name) / Q19124044